# 卡萨莱科尔泰切罗
卡萨莱科尔泰切罗（義大利語：Casale Corte Cerro），是意大利韦尔巴诺-库西亚-奥索拉省的一个市镇。总面积12平方公里，人口3494人，人口密度291.2人/平方公里（2009年）。ISTAT代码为103019。